# Woman (chanson de John Lennon)
Pour les articles homonymes, voir Woman.
Singles de John Lennon
(Just Like) Starting Over Watching the Wheels
Woman est un single de John Lennon sorti en 1981 et issu de son album Double Fantasy paru l'année précédente. Il s'agit du premier single de l'artiste publié après son assassinat le 8 décembre 1980. La chanson est une ode à son épouse Yoko Ono et aux femmes. Lennon l'a décrite dans une interview à Rolling Stone comme une version adulte de sa chanson Girl, écrite à l'époque où il appartenait aux Beatles.
La chanson atteint la deuxième place des ventes aux États-Unis, et la première au Royaume-Uni.

## Classements
| Classement (1981)                      | Meilleure place |
| -------------------------------------- | --------------- |
| Afrique du Sud (Springbok Charts)      | 4               |
| Allemagne (Media Control AG)           | 4               |
| Autriche (Ö3 Austria Top 40)           | 3               |
| Belgique (Flandre Ultratop 50 Singles) | 25              |
| États-Unis (Hot 100)                   | 2               |
| Canada (RPM Top 100)                   | 1               |
| États-Unis (Cash Box Top 100)          | 1               |
| France (IFOP)                          | 21              |
| Irlande (Irish Singles Chart)          | 1               |
| Norvège (VG-lista)                     | 5               |
| Nouvelle-Zélande (RMNZ)                | 1               |
| Pays-Bas (Single Top 100)              | 11              |
| Royaume-Uni (UK Singles Chart)         | 1               |
| Suède (Sverigetopplistan)              | 18              |
| Suisse (Schweizer Hitparade)           | 2               |